# Amber Barrett
Amber Barrett (* 16. Januar 1996 in Milford) ist eine irische Fußballnationalspielerin.

## Karriere

### Vereine
Barrett begann für den in ihrem Geburtsort ansässigen Verein Milford United mit dem Fußballspielen und spielte im Seniorinnenbereich zuletzt im Jahr 2019 für den in Newcastle West ansässigen und 1983 gegründeten Verein Peamount United in der National Women’s League, der höchsten Spielklasse im irischen Frauenfußball, bevor sie als Irischer Meister erstmals ins Ausland wechselte.
Nach Deutschland gelangt, spielte sie von 2019 bis 2022 für den 1. FC Köln. In ihrer ersten und dritten Saison war sie mit dem Verein in der Bundesliga vertreten, in der sie 32 Punktspiele bestritt und sechs Tore erzielte. Bei ihrem Pflichtspieldebüt am 7. September 2019 beim 3:1-Zweitrundensieg über den Drittligisten Holstein Kiel im DFB-Pokal-Wettbewerb erzielte sie mit dem Treffer zum zwischenzeitlichen 1:1 in der 47. Minute gleich ihr erstes Tor. Am 22. September 2019 debütierte sie in der Bundesliga beim 2:2-Unentschieden im Auswärtsspiel gegen den FF USV Jena mit Einwechslung für Rachel Rinast in der 75. Minute. In ihrer Zweitligasaison wurde sie in 16 Punktspielen eingesetzt, in denen sie zehn Tore erzielte und damit zur Rückkehr in Bundesliga beitrug. Zudem war sie in weiteren fünf DFB-Pokalspielen aktiv, in denen ihr vier Tore gelangen.
In der Folgesaison spielte sie für den Ligakonkurrenten 1. FFC Turbine Potsdam, der sie verpflichtet hatte. Für den Verein, der am Saisonende in die 2. Bundesliga absteigen musste, bestritt sie 17 Punktspiele und ein Pokalspiel. Aufgrund des damit anstehenden Neubeginns im Verein, den zahlreiche Spielerinnen verließen, gehörte auch sie letztendlich zu den wechselnden Spielerinnen.
Sie wurde für die kommende Saison vom belgischen Erstligisten und Rekordmeister Standard Lüttich verpflichtet, der mit ihr den Offensivbereich zu verstärken sucht.

### Nationalmannschaft
Nachdem Barrett für die Nachwuchsnationalmannschaft Irlands in den Altersklassen U17 und U19 von 2011 bis 2014 bereits 18 Länderspiele bestritten hatte, debütierte sie am 19. September 2017 für die A-Nationalmannschaft, die in Lurgan im ersten Spiel der WM-Qualifikationsgruppe 3 die Nationalmannschaft Nordirlands mit 2:0 bezwang; bei ihrem Debüt wurde sie für Stephanie Roche in der 90. Minute eingewechselt. Ihr erstes Länderspieltor erzielte sie am 6. April 2018 im vierten WM-Qualifikationsspiel, das in Dublin mit 2:1 gegen die Nationalmannschaft der Slowakei gewonnen wurde; es war der 2:1-Siegtreffer in der 87. Minute. Mit ihrem 1:0-Siegtreffer in der 72. Minute über die Nationalmannschaft Schottlands am 11. Oktober 2022 in Glasgow in der Zweiten Runde der Play-offs der Gruppenzweiten sorgte sie für die erste Teilnahme einer Frauennationalmannschaft Irlands an einem der großen Turniere; sie wird an der vom 20. Juli bis 20. August 2023 in Australien und Neuseeland ausgetragenen Weltmeisterschaft teilnehmen. Am 28. Juni 2023 wurde sie für den finalen WM-Kader nominiert.

## Erfolge
- Meister 2. Bundesliga Süd 2021 und Aufstieg in die Bundesliga
- Irischer Meister 2019
- Irischer Pokal-Finalist 2018
- Torschützenkönigin National Women’s League 2016, 2017, 2018

## Auszeichnungen
- Irlands Fußballerin des Jahres 2017